# 샤산구

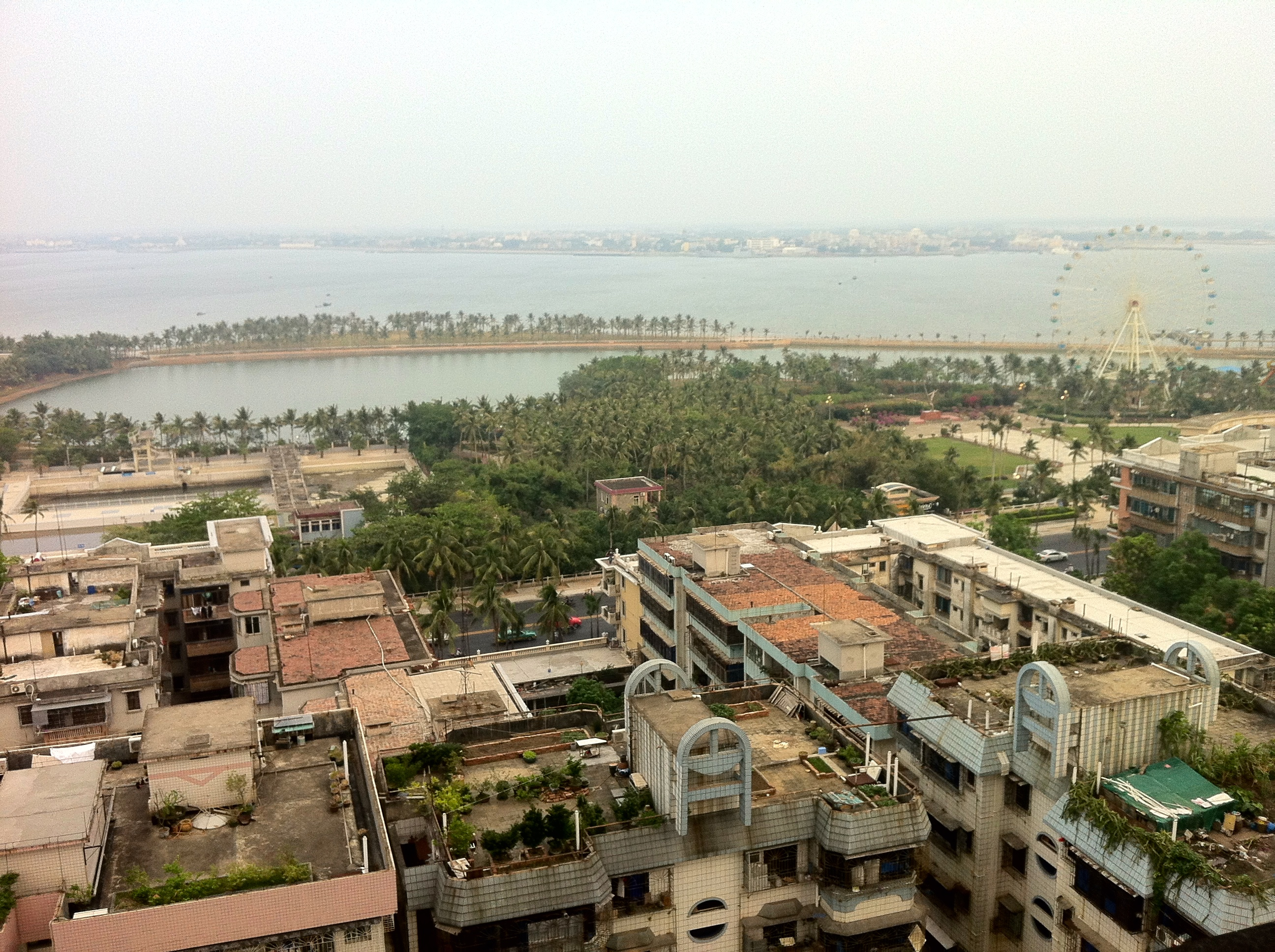

샤샨 구(한국어: 하산구, 중국어: 霞山区, 병음: Xiáshān Qū)는 중화인민공화국 광둥성 잔장 시의 현급 행정구역이다. 넓이는 88km2이고, 인구는 2007년 기준으로 380,000명이다.

## 행정 구역
12개 가도를 관할한다.
- 가도: 解放街道, 爱国街道, 工农街道, 友谊街道, 新兴街道, 海滨街道, 建设街道, 东新街道, 新园街道, 海头街道, 泉庄街道, 乐华街道.